# 5-й пограничный отряд войск НКВД
5-й пограничный Краснознамённый отряд войск НКВД — соединение пограничных войск НКВД СССР, принимавшее участие в Великой Отечественной войне.
Сокращённое наименование — 5 пого НКВД.

## История
Отряд сформирован 25 февраля 1924 года как Сестрорецкий пограничный отряд, с 2 апреля 1926 года начал именоваться 5-й Сестрорецкий пограничный отряд. В 1936 году был награждён орденом Красного Знамени в честь 15-летия пограничных войск НКВД.
Принимал участие в Зимней войне, после которой был передислоцирован из Сестрорецка на «новую» границу в район Энсо.
На 22 июня 1941 года отряд, насчитывая 1622 человек личного состава, находился на обороне на участке советской государственной границы в районе Энсо.
В состав отряда входили 1-я пограничная комендатура в составе 1-й резервной пограничной заставы, 1-й — 8-й пограничных застав, 2-я пограничная комендатура в составе 2-й резервной пограничной заставы, 9-й — 16-й пограничных застав, маневренная группа, рота связи. Входил в состав Управления пограничных войск НКВД Ленинградского пограничного округа.
Штаб отряда находился в Энсо.
В составе действующей армии с 22 июня 1941 по 13 августа 1942 года.
В ходе оборонительной операции отряд вступил в боевые действия 29 июня 1941 года, когда внезапным ударом сравнительно небольших сил финских войск отряд после трёхчасового боя был выбит из Энсо. На следующий день, при помощи подразделений 115-й стрелковой дивизии и 43-й стрелковой дивизии город был отбит. Бои за Энсо продолжались также и 1 июля 1941 года. С этого времени и до середины августа 1941 года положение в полосе отряда было стабильным, активных боевых действий не велось, исключая частные наступательные действия первой декады июля 1941 года на Иматру, проводимые подразделениями 10-го механизированного корпуса и стрелковых частей РККА.
15 августа 1941 года командованием 23-й армии на отряд была возложена задача обеспечить выход из окружения частей 265-й стрелковой дивизии, уничтожить прорвавшегося противника в районе Кирка, Ряйселя. В итоге пятидневных боев отряд выполнил эту задачу, однако сам понёс весьма большие потери. На 18 августа 1941 года перед отрядом стояла задача «сдерживая противника на фронте Ивасканмяки, Каллкала, отходить в общем направлении на Тиуранмяки, Хумалайнен; с выходом на рубеж по восточному берегу р. Вуокса, оз. Тархон-ярви, прочно закрепиться на рубеже Тиуранмяки, Риситиниеми. Задача — не допустить прорыва противника в направлении Кивиниеми и Пасури. На о. Хирви-сари иметь не менее одной комендатуры, превратив последний в сильный межозерный тет-де-пон перед передним краем своей обороны» С общим отходом советских войск на «старую» границу, остатки отряда прикрывали отход частей 142-й стрелковой и 198-й моторизованной дивизий, выход из окружения 577-го артиллерийского полка.
В конце августа 1941 года в районе Сестрорецка отряд вошёл в сводный отряд пограничников. 21 сентября 1941 года сводный отряд пограничников стал отдельной стрелковой бригадой пограничных войск НКВД, где 5-й пограничный отряд был составной частью бригады. В сентябре отряд ведёт тяжёлые бои в районе Белоострова, за захваченный финскими войсками дот «Миллионер».
13 августа 1942 года в составе отдельной стрелковой бригады пограничных войск НКВД отряд передан в РККА.

## Командиры
- Андреев, Андрей Матвеевич, полковник;
- Фокин, Андрей Петрович;
- Окуневич Сергей Лаврентьевич, с июля 1941 года, майор